# (14400) Baudot
(14400) Baudot (1990 WO4) – planetoida z grupy pasa głównego asteroid okrążająca Słońce w ciągu 4,4 lat w średniej odległości 2,68 j.a. Odkryta 16 listopada 1990 roku.